# Pasecznik pięciopręgi
Pasecznik pięciopręgi (Funambulus pennantii) – gatunek gryzonia z podrodziny wiewiórczaków (Callosciurinae) w rodzinie wiewiórkowatych (Sciuridae). Po raz pierwszy gatunek naukowo opisał w 1905 indyjski przyrodnik Robert Charles Wroughton na łamach „The journal of the Bombay Natural History Society”. Określona przez Wroughtona typowa lokalizacja: Mandvi, dystrykt Surat, Gudźarat, Indie. Pasecznik pięciopręgi występuje w Indiach, Nepalu, Bangladeszu, Iranie i Pakistanie – na wysokości od poziomu morza do ok. 4000 m n.p.m. Międzynarodowa Unia Ochrony Przyrody (IUCN) wymienia Funambulus pennantii w Czerwonej księdze gatunków zagrożonych jako gatunek najmniejszej troski (LC – least concern). F. pennantii obejmuje 2 podgatunki.

## Systematyka
Po raz pierwszy gatunek naukowo opisał w 1905 indyjski przyrodnik Robert Charles Wroughton na łamach „The journal of the Bombay Natural History Society”. Określona przez Wroughtona typowa lokalizacja: Mandvi, dystrykt Surat, Gudźarat, Indie.
W obrębie gatunku F. pennantii wyróżniane są 2 podgatunki:
- F. p. pennantii Wroughton, 1905 – Indie, południowy Nepal, zachodni Bangladesz
- F. p. argentescens Wroughton, 1905 – położone najdalej na południowy wschód tereny Iranu i Pakistan.

## Nazewnictwo
W wydanej w 2015 roku przez Muzeum i Instytut Zoologii Polskiej Akademii Nauk publikacji „Polskie nazewnictwo ssaków świata” dla gatunku Funambulus pennantii zaproponowano nazwę pasecznik pięciopręgi.

## Kariotyp
Podwójny zestaw chromosomów homologicznych F. pennantii: 2n=54–56. Zróżnicowane zestawy chromosomów homologicznych mogą wskazywać na reprezentację wielu gatunków. Potrzebne są dalsze badania. Fn nie jest znane.

## Budowa ciała
Na brązowym grzbiecie F. pennantii widać pięć jaśniejszych podłużnych pasków. Środkowy pasek biegnie od szyi do ogona, a zewnętrzne paski od uszu do podstawy ogona. Pasecznik pięciopręgi ma na głowie cztery jasne paski, jedna para biegnie od uszu do oczu, a druga od ucha do ucha. Od innych gatunków Funambulus odróżnia go brak czerwonego paska na ogonie. Paseczniki z bangladeskiej populacji mają ciemniejsze futro. F. p. argentescens mają z kolei jaśniejsze wybarwienie futra i biały ogon. 
|                         | średni wymiar samce | średni wymiar samice |
| ----------------------- | ------------------- | -------------------- |
| długość tułowia z głową | 134 mm              | 155 mm               |
| długość ogona           | 130 mm              | 135 mm               |
| masa ciała              | 95,2 g              | 102,9 g              |

## Tryb życia
Paseczniki pięciopręgie wiodą dobowy i półdrzewny tryb życia. Paseczniki żyją około 4 lata.

### Rozród
Rozród paseczników pięciopręgich odbywa się przez cały rok, ze szczytami okresach: marzec-kwiecień i lipiec-sierpień. W okresie godowym samica ma owulację tylko przez 16 godzin, w tym czasie może kopulować cztery do pięciu razy z jednym lub kilkoma samcami. Po ciąży trwającej 40–42 dni rodzi 2–4 młodych. Młode po narodzinach są ślepe i nagie. Tułów z głową noworodków ma długość 40–50 mm, ogona 15–20 mmg. Oczy otwierają po 10–15 dniach. Samica wykarmia je przez okres 25–30 dni. Samice osiągają dojrzałość płciową w wieku 6–10 miesięcy.

## Rozmieszczenie geograficzne
Określona przez Wroughtona typowa lokalizacja: Mandvi, dystrykt Surat, Gudźarat, Indie. Pasecznik pięciopręgi występuje w Indiach, Nepalu, Bangladeszu, Iranie i Pakistanie – na wysokości od poziomu morza do ok. 4000 m n.p.m. Szczegóły lokalizacji podgatunków są zawarte w sekcji Systematyka.

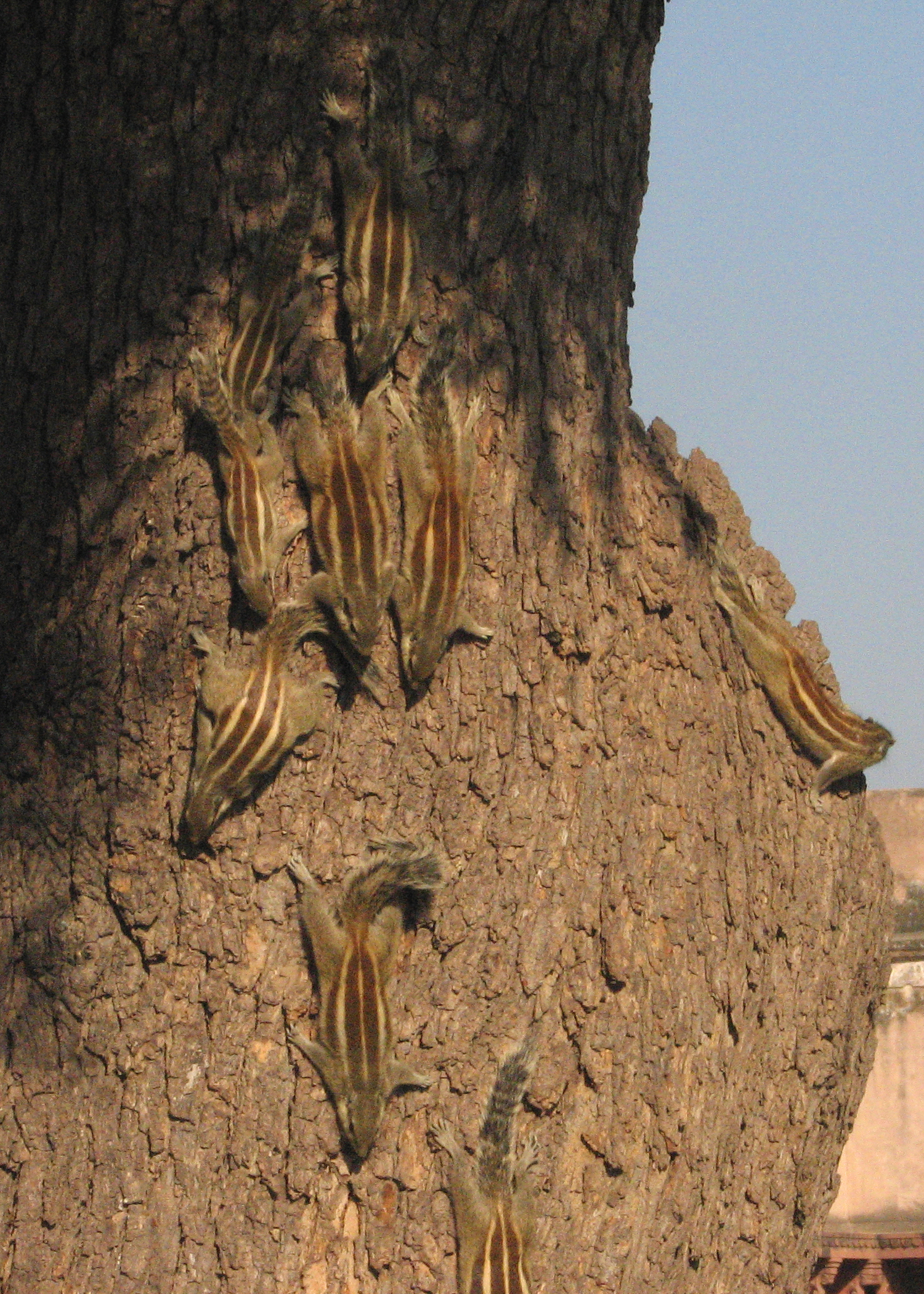
Paseczniki pięciopręgie w Agra Fort, Indie.

## Ekologia
Paseczniki pięciopręgie są wszystkożerne. Lubią jeść owoce, miód z dzikich uli, owady, a także – jeśli uda się je złapać – małe ptaki.

### Siedlisko
Paseczniki pięciopręgie występują w obrębie tropikalnych zimozielonych lasów liściastych i lasów górskich. Lubią zarośla, otwarte równiny, plantacje oraz obszary wiejskie i miejskie. Siedliska mogą występować na wysokości od poziomu morza do ok. 4000 m n.p.m.
Paseczniki pięciopręgie budują na drzewach kuliste gniazda.

## Znaczenie gospodarcze
Paseczniki pięciopręgie są chwytane w celach kulinarnych oraz utrzymywane jako zwierzę domowe, hobbystyczne.

## Ochrona
Międzynarodowa Unia Ochrony Przyrody (IUCN) wymienia Funambulus pennantii w Czerwonej księdze gatunków zagrożonych jako gatunek najmniejszej troski (LC – least concern). 